# The Sun
The Sun ("Mặt Trời") là một tờ báo khổ nhỏ, nhật báo xuất bản tại Vương quốc Liên hiệp Anh và Bắc Ireland và Cộng hoà Ireland (nơi nó được gọi là The Irish Sun) với một lưu hành bình quân 2.904.180 bản một ngày (tháng 10 năm 2010), là tờ báo bán chạy nhất ở Anh. Một tờ The Sun Scotland riêng biệt được xuất bản và in ở Glasgow với số lượng khoảng 339.000 bản/ngày (tháng 9 năm 2010). Tổng số độc giả hàng ngày là khoảng 7.700.000. Đây là tờ báo đứng thứ mười trong số các tờ báo lớn nhất thuộc bất kỳ ngôn ngữ nào trên thế giới. Báo được News Group của News International xuất bản - đây vốn là một công ty con của Công ty Cổ phần Tin tức Rupert Murdoch.